# Orde van Moed en Vertrouwen
De Orde van Moed en Vertrouwen (Roemeens: "Ordinul Bărbăție și Credință") werd op 1 november 2004 ingesteld. De orde is de opvolger van de Roemeense Medaille voor Moed en Vertrouwen (Roemeens: "Medalia pentru bărbăție și credință") die in 1903 door Koning Carol I was gesticht en op op 30 december 1947 door de Communisten was afgeschaft.
In 2000 kreeg de ridderorde het in het international protocol ongebruikelijke aantal van vier graden zonder dat er een Grootkruis bestaat. Vier graden zonder Grootkruis is een bijzonderheid van Roemeense ridderorden. Het komt ook voor de Orde van Michaël de Dappere.
Alle leden, welke graad zij ook bezitten, noemen zich "Ridder in de Orde van Moed en Vertrouwen", en niet Grootofficier of Officier. De Roemeense president mag zelf benoemingen doen maar hij is daarbij aan een quotum van 1 procent gebonden. Deze orde heeft geen Grootmeester, zij wordt bestuurd door een Kapittel dat wordt voorgezeten door de oudste Grootofficier.
De president reikt de versierselen van een Grootofficier uit. Wanneer deze taak gedelegeerd werd aan een minister heeft de decorandus recht op een audiëntie bij het Roemeense staatshoofd.
Roemenen moeten ridder zijn alvorens te kunnen worden bevorderd tot een hogere graad. Wanneer men bevorderd wordt mag men de insignes van de lagere graad houden maar niet dragen. Ook bij deze orde is er een ereraad bestaande uitridders; één uit iedere graad. Deze ereraad moet beoordelen of een in opspraak geraakte ridder nog waardig is zich Ridder in de Orde van Moed en Vertrouwen te noemen. Wanneer het oordeel van de ereraad negatief uitvalt wordt men in de registers geschrapt.
Deze orde wordt verleend aan de veiligheidsdiensten. De civiele dragers moeten hoogopgeleid zijn en binnen de strijdkrachten komen alleen officieren voor deze decoratie in aanmerking. De orde wordt ook als vaandeldecoratie verleend. Aan de orde zijn ook drie medailles, in goud, zilver en brons verbonden.
Het kleinood, de medaille en het lint zijn nog niet vastgesteld.